# Kalno (Dąbrowa Białostocka)
Kalno – niewielka część miasta Dąbrowa Białostocka  w powiecie sokólskim, w województwie podlaskim. Rozpościera się wzdłuż ulicy Kalno, na północny wschód od centrum miasta.